# For Unlawful Carnal Knowledge
For Unlawful Carnal Knowledge (deutsch: Wegen Unzucht; kurz auch: F. U. C. K.) ist der Titel des 1991 veröffentlichten neunten Studioalbums der US-amerikanischen Hard-Rock-Band Van Halen und das dritte von vier Alben der Band, die nacheinander den Spitzenplatz der US-Album-Charts erreichten. Die Band wurde für dieses Album mit einem Grammy Award ausgezeichnet.

## Hintergrund und Entstehung
Van Halen hatte mit dem Album 5150 1986 erstmals den Spitzenplatz der US-Musikcharts erreicht und diesen Erfolg 1988 mit OU812 wiederholen können. Beide Alben waren wegen ihrer hohen weltweiten Verkaufszahlen von mehr als 11 Millionen (5150) bzw. mehr als 5 Millionen Alben (OU812) allein in den USA von der RIAA mehrfach mit Platin ausgezeichnet worden.
Nach der Tournee zu OU812 pausierte die Band für ein Jahr, bevor sie die Arbeit an ihrem nächsten Studioalbum aufnahm.

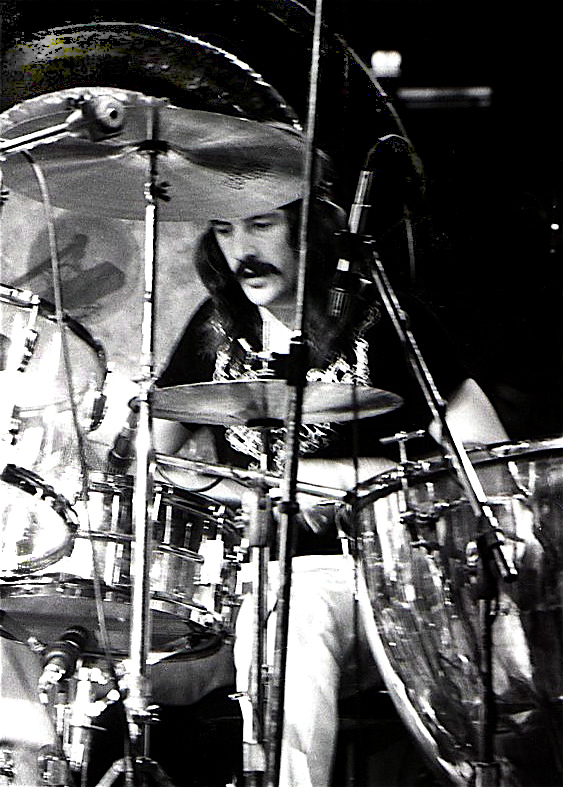
Inspiration für Alex van Halens Vorstellung vom Schlagzeugklang des Albums: John Bonham

Zu Beginn der Aufnahmen im März 1990 entschied die Band, musikalisch wieder mehr zu ihren Wurzeln zurückzukehren und auf Keyboards und Synthesizer zu verzichten. Für die Produktion des Albums wurde daher der britische Musikproduzent Andy Johns verpflichtet, der schon mit Led Zeppelin, den Rolling Stones und Free gearbeitet hatte. Besonders Schlagzeuger Alex Van Halen erhoffte sich viel von Johns:

“I think Alex mainly...Alex really wanted...He always wanted to sound like Bonzo. And I remember the first time he plays me this one fill of 'Stairway to Heaven,' he goes, 'Make my snare sound like that.' I said well, you know, 'Yeah right! Sure, no problem.' So we went from there and it took a very long time.”

„Ich denke, hauptsächlich Alex... Alex wollte wirklich... Er wollte immer wie Bonzo klingen. Und ich erinnere mich, dass er mir das erste mal dieses Fill aus Stairway to Heaven vorspielte und sagte: „Sorge dafür, dass meine Snare genau so klingt“. Ich sagte, weißt Du, „Ja, klar! Natürlich, kein Problem“. Damit haben wir begonnen, und es nahm viel Zeit in Anspruch.“

Die Arbeiten an dem Album dauerten länger als ein Jahr. Eine solch lange Zeit war für große Bands der damaligen Zeit nicht ungewöhnlich, vor dem Hintergrund des vermeintlich geringeren Produktionsaufwandes aber kaum nachvollziehbar. Sammy Hagar erklärte die lange Arbeitsdauer später so:

“We wanted to make the definitive Van Halen record and we were getting along pretty good then. But I'll straight up say it – the only problem with that record was that we were a little bit lazy.”

„Wir wollten die definitive Van-Halen-Platte machen und kamen ganz gut miteinander zurecht. Aber ich will es geradeheraus sagen – das einzige Problem mit der Platte war, dass wir ein bisschen faul waren.“

Hagar erläuterte, dass Eddie van Halen und er in dieser Zeit viel Spaß daran hatten, beinahe täglich ein neues Auto zu kaufen und dann gegeneinander Rennen auf dem Pacific Coast Highway zu fahren – dies sei einer der Gründe dafür gewesen, dass sich die Aufnahme des Albums so sehr in die Länge gezogen habe.
Allerdings widersprach er sich selbst, als er 2011 seine Autobiografie Red – My Uncensored Life in Rock veröffentlichte. Darin erklärte er, die Arbeiten an dem Album wären „wie Zähneziehen“ gewesen, was unter anderem darauf zurückzuführen gewesen sei, dass er sich um seine psychisch kranke Frau habe kümmern müssen. Es habe Tage gegeben, an denen er nicht ins Studio habe kommen können, während die übrigen Bandmitglieder quasi tagein, tagaus dort gewesen seien. Darüber hinaus sei Produzent Andy Johns „ein Desaster“ gewesen, mit dem er die Zusammenarbeit verweigert habe, nachdem dieser Gesangsspuren von Hagar gelöscht hatte. Dies habe auch zum Engagement Ted Templemans geführt, mit dem Hagar anschließend alle Gesangsspuren neu aufnahm.
Das letzte Lied, das die Band für das Album fertigstellte, war Right Now. Hagar hatte den Text geschrieben, aber Eddie van Halen war keine passende Musik eingefallen. Eines Tages hörte Hagar van Halen eine Melodie auf dem Klavier spielen, rannte zu ihm und erklärte, dies sei die Musik zu seinem Song. Van Halen antwortete, dass er Hagar diese Melodie bereits 1988 bei den Arbeiten zu OU812  vorgespielt, sie ihm aber nicht gefallen habe. Für Hagars Empfinden passte sie jedoch genau zu Right Now, es musste nichts daran geändert werden.

## Albumtitel
Der Albumtitel geht auf den Willen Sammy Hagars zurück, der Platte einen provokanten, vulgären Titel zu geben. Er schlug daher vor, das Album „Fuck“ zu nennen. Er nahm jedoch Abstand davon, als er erfuhr, das „Fuck“ angeblich ein Akronym für den Begriff „For Unlawful Carnal Knowledge“ sei (was jedoch etymologisch falsch ist), und entschied sich für die Benutzung dieses Ausdrucks.

## Titelliste
| Nr.          | Titel             | Autor(en)                                                     | Länge |
| ------------ | ----------------- | ------------------------------------------------------------- | ----- |
| 1.           | Poundcake         | Sammy Hagar, Eddie Van Halen, Alex Van Halen, Michael Anthony | 5:21  |
| 2.           | Judgement Day     | Hagar, E. Van Halen, A. Van Halen, Anthony                    | 4:38  |
| 3.           | Spanked           | Hagar, E. Van Halen, A. Van Halen, Anthony                    | 4:53  |
| 4.           | Runaround         | Hagar, E. Van Halen, A. Van Halen, Anthony                    | 4:20  |
| 5.           | Pleasure Dome     | Hagar, E. Van Halen, A. Van Halen, Anthony                    | 6:58  |
| 6.           | In 'N' Out        | Hagar, E. Van Halen, A. Van Halen, Anthony                    | 6:04  |
| 7.           | Man On a Mission  | Hagar, E. Van Halen, A. Van Halen, Anthony                    | 5:03  |
| 8.           | The Dream Is Over | Hagar, E. Van Halen, A. Van Halen, Anthony                    | 3:59  |
| 9.           | Right Now         | Hagar, E. Van Halen, A. Van Halen, Anthony                    | 5:21  |
| 10.          | 316               | Hagar, E. Van Halen, A. Van Halen, Anthony                    | 1:29  |
| 11.          | Top of the World  | Hagar, E. Van Halen, A. Van Halen, Anthony                    | 3:54  |
| Gesamtlänge: | Gesamtlänge:      | Gesamtlänge:                                                  | 52:06 |

## Rezeption
For Unlawful Carnal Knowledge gilt heute als „das stimmigste“ und „härteste“ aller Van–Halen–Alben „der Ära nach David Lee Roth“.
Es startete am Tag seiner Veröffentlichung auf Platz eins der US-Album-Charts und hielt sich 74 Wochen in der Hitliste. In Deutschland erreichte es Platz sechs und in Großbritannien Platz zwölf der Musikcharts.
In einer rückblickenden Rezension schrieb Daniel Böhm 2010 für Rocks, Produzent Andy Johns habe „ganze Arbeit geleistet, die Rythmusgruppe in starker Anlehnung an Jimmy Page & Co. Led Zeppelin zu inszenieren“. „Legendär“ seien die Bohrmaschineneinsätze bei Poundcake, Judgement Day treibe „wie keine zweite Nummer der Combo“, und in The Dream is Over, Right Now und dem „famosen Abschluss“ Top of the World werde „die Kombination von intelligentem, bis ins letzte Detail ausgetüfteltem Hardrock, Virtuosität und Chart-Tauglichkeit zur Kunst“. Das Album sei „einfach genial“.
Das Album gewann bei der Verleihung der Grammy Awards am 26. Februar 1992 in der Kategorie „Beste Hard-Rock-Darbietung“. Das Musikvideo Right Now gewann den Titel „Video des Jahres“ bei den MTV Video Music Awards 1992 und wurde auch für die beste Regie und den besten Schnitt ausgezeichnet.
For Unlawful Carnal Knowledge wurde in den USA nur einen Monat nach der Veröffentlichung mit einer Goldenen und einer Platinschallplatte ausgezeichnet, erhielt im November 1991 Doppelplatin und wurde zuletzt im August 1994 mit einer Dreifach-Platin-Schallplatte ausgezeichnet.

## Verkaufszahlen und Auszeichnungen
| Land/Region                  | Auszeichnungen für Musikverkäufe (Land/Region, Auszeichnung, Verkäufe) | Verkäufe  |
| ---------------------------- | ---------------------------------------------------------------------- | --------- |
| Japan (RIAJ)                 | Gold                                                                   | 100.000   |
| Kanada (MC)                  | Platin                                                                 | 100.000   |
| Vereinigte Staaten (RIAA)    | 3× Platin                                                              | 3.000.000 |
| Vereinigtes Königreich (BPI) | Silber                                                                 | 60.000    |
| Insgesamt                    | 1× Silber · 1× Gold · 4× Platin ·                                      | 3.260.000 |

Hauptartikel: Van Halen/Auszeichnungen für Musikverkäufe